# Euxoa abdita
Euxoa abdita är en fjärilsart som beskrevs av Joannis 1891. Euxoa abdita ingår i släktet Euxoa och familjen nattflyn. Inga underarter finns listade i Catalogue of Life.